# علي جواد (لبناني)
علي جواد (من مواليد 12 يناير 1989) هو عداء بريطاني لبناني يتنافس في الألعاب البارالمبية فئة 59 عامًا كجم، ولد جواد دون ساقين، وبدأ ممارسة رفع الاثقال في سن السادسة عشر، شارك في  الألعاب الأولمبية الصيفية 2012 في لندن، وحصل على المركز الرابع، وفي العام التالي حصل على الميدالية الذهبية في «بطولة آسيا المفتوحة» وحصل على رقم قياسي عالمي 185.5 كلغ،  وفي بطولة العالم لرفع الأثقال IPC 2014 ‏ في دبي أصبح بطل العالم في فئته مسجلاً رقماً قياسياً عالمياً آخر حيث رفع 190 كلغ.

## التاريخ الشخصي
قضى جواد المولود بلا أرجل الأشهر الستة الأولى من حياته في مسقط رأس والديه لبنان،  جواد لديه ساقان قصيرتان ينتهيان في منتصف الفخذ، تزامنت حياته المبكرة مع الصراع بين لبنان وإسرائيل، واختار والديه الهجرة إلى بريطانيا العظمى لأجل سلامة أطفالهما،  وأتخذت الأسرة منطقة توتنهام بلندن مقراً لإقامتها، تم تشخيص إصابة جواد بداء كرون أيضًا،  ويعتبر جواد من أبرز المؤيدين للجمعيات الخيرية التي تدعم المصابين بهذا المرض. 

## رفع الاثقال
أصبح جواد «بطل بريطانيا لرفع الأثقال» حيث سجل رقم قياسي في بريطانيا وأوروبا، وهو حاليًا في المرتبة الثانية عالمياً في فئة رفع الأثقال العالمية تحت 23 عامًا،  ينافس جاد لصالح نادي وود جرين لرفع الأثقال وجامعة شرق لندن. 
تنافس جواد كلاعب جودو على المستوى الدولي قبل أن يصبح لاعبًا قويًا،  وفاز بالميدالية الفضية في «بطولة العالم في رفع الأثقال للناشئين» في عام 2006، وفاز بميدالية ذهبية في «بطولة أوروبا عام 2007». كما فاز بذهبية في «بطولة العالم للناشئين في عام 2008» مسجلاً رقماً قياسياً في سجل صغار وكبار السن في بريطانيا وفي سجل صغار السن في أوروبا، كما رفع ثاني أكبر وزن في تاريخ رفع الأثقال في أولمبياد بريطانيا العظمى في عمر 19 عامًا فقط. 
حصل على ذهبية الناشئين في البطولات الأوروبية في عام 2007 في عمر 17 عامًا في المركز الرابع في فئة الكبار. 

## وصلات خارجية
- علي جواد على موقع Paralympic.org (الإنجليزية)
- علي جواد على موقع IPC.InfostradaSports.com (مؤرشف) (الإنجليزية)
- علي جواد على موقع اللجنة البارالمبية البريطانية (الإنجليزية)
- علي جواد على موقع اتحاد ألعاب الكومنولث (مؤرشف) (الإنجليزية)

- الموقع الرسمي نسخة محفوظة 22 ديسمبر 2014 على موقع واي باك مشين.